# ILBM
Interleaved Bitmap (ILBM) es un formato de archivo de imagen que cumple con el estándar Interchange File Format (IFF). El formato se originó en la plataforma Amiga, y en los sistemas compatibles con IBM.
Almacena mapas de bits en forma de planos de bits intercalados, lo que da nombre al formato; esto refleja la forma en que el hardware de gráficos de Amiga lee de forma nativa los datos gráficos de la memoria. Se admite una forma simple de compresión para hacer que los archivos ILBM sean más compactos.
A medida que comenzaron a usarse en sistemas de PC donde las extensiones se usan sistemáticamente, emplearon una extensión .lbm u ocasionalmente una extensión .bbm.

## Formato de archivo
ILBM es una implementación del formato de archivo IFF que consta de una serie de fragmentos consecutivos, cuyo orden puede, hasta cierto punto, variar. Cada fragmento tiene una función diferente y tiene el mismo formato básico. Esto significa que un programa no tiene que leer o decodificar todos los fragmentos de un archivo, solo los que quiere tratar o los que puede entender. 
Los archivos ILBM suelen contener suficiente información para permitir que un programa de edición de imágenes los muestre, incluidas las dimensiones de la imagen, la paleta y los datos de píxeles.
El fragmento BMHD especifica cómo se mostrará la imagen y, por lo general, es el primer fragmento dentro del FORM. No solo define la altura/anchura de la imagen, sino también dónde se dibuja en la pantalla, cómo mostrarla en varias resoluciones de pantalla y si la imagen está comprimida. 
El fragmento BODY almacena los datos reales de la imagen como planos de bits intercalados (y máscara opcional) por fila. 
Opcionalmente, los ILBM pueden contener un mapa de colores (fragmento CMAP), un "control" o "punto caliente" de la imagen en relación con su esquina superior izquierda (fragmento GRAB), datos de combinación de destino (fragmento DET) o un sprite (fragmento SPRT). Pueden especificar un modo de ventana gráfica Commodore-Amiga (fragmento CAMG).
Todos estos fragmentos deben aparecen después del fragmento BMHD y antes del fragmento BODY, cualquier fragmento que aparezca después de BODY se considera 'extra' y muchos programas lo dejarán sin leer y sin cambios.
Si se comprime una imagen, cada fila de datos (pero no cada plano de bits) se comprime individualmente, incluidos los datos de la máscara, si están presentes. La compresión es una variedad de la compresión RLE mediante indicadores.